# Martin Stade
Martin Stade (1. září 1931, Haarhausen, Německo – 11. prosince 2018) byl německý spisovatel.

## Život
Martin Stade je syn zedníka, vyučil se radiomechanikem. V letech 1949 až 1958 byl funkcionářem FDJ. Poté pracoval v různých profesích, například jako soustružník nebo jeřábník. Od roku 1969 je spisovatelem na volné noze. V letech 1971/72 studoval na Literárním institutu Johannese R. Bechera v Lipsku, byl však vyloučen. Po vyobcování Wolfa Biermanna vystoupil z německého svazu spisovatelů.

## Dílo
- Der himmelblaue Zeppelin, Halle (Saale) 1970
- Der Meister von Sanssouci, Berlín 1971 (spolu s Clausem Backem)
- Vetters fröhliche Fuhren, Berlín 1973
- Der König und sein Narr, Berlín 1975, 1985 zfilmováno režisérem Frankem Beyerem
- 17 schöne Fische, Berlín 1976
- Der närrische Krieg, Berlín 1981
- Der Präsentkorb, Berlín 1983
- Der Windsucher und andere Dorfgeschichten, Stuttgart 1984
- Der junge Bach, Hamburg 1985
- Die scharf beobachteten Stare und andere Erzählungen, Berlín 1992
- Wilhelms Haus, Výmar 2000
- Vom Bernsteinzimmer in Thüringen und anderen Hohlräumen. Berichte über die Tätigkeit des SD 1942-1945, 2003